# Clasificación para la Copa Africana de Naciones de 2015
La Clasificación para la Copa Africana de Naciones de 2015 fue el torneo que determinó a los clasificados a la trigésima (30.ª) Copa Africana de Naciones que se desarrolló en Guinea Ecuatorial en el año en mención. El torneo se inició el 11 de abril de 2014 y finalizó el 19 de noviembre del mismo año.
De las 54 selecciones afiliadas a la CAF un total de 51 se inscribieron para participar en la competición que otorgó 15 plazas para la fase final del torneo, la selección de Guinea Ecuatorial está automáticamente clasificada por ser el país organizador del torneo mientras que las selecciones de Yibuti y Somalia decidieron no participar en la competición.

## Sorteo
La primera ronda de la Fase Preliminar fue sorteada el 21 de febrero de 2014 en El Cairo, Egipto.
La segunda y tercera ronda de la Fase Preliminar y la Fase de grupos fueron sorteadas el 27 de abril de 2014 en El Cairo, Egipto.
Ambos sorteos fueron realizados por el Comité Ejecutivo de la CAF. Para determinar el orden de las selecciones en cada ronda del torneo se hizo uso de una tabla de clasificación en la que se ponderan y suman los rendimientos de cada selección en las últimas tres ediciones de clasificación y fase final de la Copa Africana de Naciones (2010, 2012, 2013), así como el rendimiento en la última eliminatoria africana para el mundial Brasil 2014.
Para la realización del sorteo el procedimiento a seguir por la CAF fue el siguiente:
Primera Ronda
- En esta ronda entraron las 4 selecciones posicionadas del puesto 48 al 51 en el ranking de la CAF.
- Los 4 equipos se repartieron en dos bombos: Los equipos 48 y 49 en el bombo 1 y los equipos 50 y 51 en el bombo 2.
- La primera ronda se sorteó con dos meses de anticipación a la fecha del sorteo principal y se siguió el mismo procedimiento que en la Segunda Ronda.

Segunda Ronda
- Para la segunda ronda se repartieron a los equipos en 2 bombos: Los equipos clasificados del puesto 22 al 35 en el bombo A y los equipos clasificados del puesto 36 al 47 más los 2 equipos provenientes de la primera ronda en el bombo B
- Se tomó un equipo del bombo A y otro del bombo B y se colocaron en un tercer bombo C, estos dos equipos formaron la primera serie de la segunda ronda.
- Una vez que se encontraban la bolilla del bombo A y la del bombo B juntas en el bombo C se procedió a tomar un bolilla y la selección que salía de esta ejercería de local en el primer partido de la serie.
- El procedimiento anterior se realizó 14 veces hasta formar las 14 series de la segunda ronda

Tercera Ronda
- En la tercera ronda se formaron 7 series y se enfrentarán los 14 equipos, provenientes de la segunda ronda, que resulten ganadores en sus respectivas series. Se determinó que el ganador de la serie 1 se enfrente al ganador de la serie 2 y así hasta llegar al ganador de la serie 13 contra el ganador de la serie 14.

 Fase de Grupos
- Para la fase de grupos los equipos clasificados del puesto 1 al 21 más los 7 equipos provenientes de la tercera ronda de la fase preliminar se repartieron en 4 bombos de 7 equipos cada uno basados en la tabla del ranking de la CAF.
- En el bombo 1 se ubicaron a los equipos del puesto 1 al 7, en el bombo 2 los equipos del puesto 8 al 14 y en el bombo 3 los equipos del puesto 15 al 21.
- A los 7 equipos provenientes de la tercera ronda de la fase preliminar se los ubicó en el bombo 4.
- El bombo 1 fue sorteado en primer lugar y sus equipos se colocaron en la primera casilla de los grupos en orden alfabético desde el grupo A al grupo G.
- Luego se sorteó el bombo 4 y sus equipos, los ganadores de cada serie de la tercera ronda de la fase previa, se colocaron en la cuarta casilla de los grupos en orden alfabético desde el grupo A al grupo G.
- Finalmente se sortearon el bombo 3 y el bombo 2 usando el mismo procedimiento en los dos bombos anteriores.

Las siguientes tablas muestran la distribución previa al sorteo de las selecciones en la fase preliminar y la fase de grupos.
| Fase Preliminar          | Fase Preliminar                  | Fase Preliminar | Fase Preliminar | Fase Preliminar                 |
| Primera Ronda            | Primera Ronda                    | Segunda Ronda | Segunda Ronda | Tercera Ronda                   |
| Bombo 1                  | Bombo 2                          | Bombo 1 | Bombo 2 |                                 |
| ------------------------ | -------------------------------- | --- | --- | ------------------------------- |
| 48. Mauricio 49. Eritrea | 50. Mauritania 51. Sudán del Sur | 22. Libia 23. Guinea Ecuatorial 24. Botsuana 25. Malaui 26. Uganda 27. Mozambique 28. Benín 29. Sierra Leona 30. Congo 31. República Centroafricana 32. Zimbabue 33. Kenia 34. Liberia 35. Gambia | 36. Ruanda 37. Tanzania 38. Namibia 39. Burundi 40. Lesoto 41. Guinea-Bisáu 42. Madagascar 43. Chad 44. Santo Tomé y Príncipe 45. Seychelles 46. Comoras 47. Suazilandia 50. Mauritania 51. Sudán del Sur | 14 equipos de la ronda anterior |

| Fase de grupos                                               | Fase de grupos                                          | Fase de grupos                                                           | Fase de grupos                                                        |
| Bombo 1                                                      | Bombo 2                                                 | Bombo 3                                                                  | Bombo 4                                                               |
| ------------------------------------------------------------ | ------------------------------------------------------- | ------------------------------------------------------------------------ | --------------------------------------------------------------------- |
| Nigeria Ghana Costa de Marfil Zambia Burkina Faso Malí Túnez | Argelia Angola Cabo Verde Togo Egipto Sudáfrica Camerún | República Democrática del Congo Etiopía Gabón Níger Guinea Senegal Sudán | Ganador 1 Ganador 2 Ganador 3 Ganador 4 Ganador 5 Ganador 6 Ganador 7 |

### Resultados del sorteo
Las siguientes tablas muestran los enfrentamientos en la fase preliminar y la distribución de los equipos en la fase de grupos establecidos una vez realizado el sorteo.

#### Fase Preliminar
|            | Primera Ronda |               |
| ---------- | ------------- | ------------- |
| Mauritania | Partidos 1/2  | Mauricio      |
| Eritrea    | Partidos 3/4  | Sudán del Sur |

|                       | Segunda Ronda  |                   |
| --------------------- | -------------- | ----------------- |
| Liberia               | Partidos 5/6   | Lesotho           |
| Kenia                 | Partidos 7/8   | Comoras           |
| Madagascar            | Partidos 9/10  | Uganda            |
| Mauritania            | Partidos 11/12 | Guinea Ecuatorial |
| Namibia               | Partidos 13/14 | Congo             |
| Libia                 | Partidos 15/16 | Ruanda            |
| Burundi               | Partidos 17/18 | Botsuana          |
| Rep. Centroafricana   | Partidos 19/20 | Guinea Bissau     |
| Suazilandia           | Partidos 21/22 | Sierra Leona      |
| Gambia                | Partidos 23/24 | Seychelles        |
| Santo Tomé y Príncipe | Partidos 25/26 | Benín             |
| Malawi                | Partidos 27/28 | Chad              |
| Tanzania              | Partidos 29/30 | Zimbabue          |
| Mozambique            | Partidos 31/32 | Sudán del Sur     |

|                                     | Tercera Ronda  |                                                |
| ----------------------------------- | -------------- | ---------------------------------------------- |
| Ganador Liberia/Lesoto              | Partidos 33/34 | Ganador Kenia/Comoras                          |
| Ganador Madagascar/Uganda           | Partidos 35/36 | Ganador Mauritania/Guinea Ecuatorial           |
| Ganador Namibia/Congo               | Partidos 37/38 | Ganador Libia/Ruanda                           |
| Ganador Burundi/Botsuana            | Partidos 39/40 | Ganador República Centroafricana/Guinea Bissau |
| Ganador Suazilandia/Sierra Leona    | Partidos 41/42 | Ganador Gambia/Seychelles                      |
| Ganador Santo Tomé y Príncipe/Benín | Partidos 43/44 | Ganador Malaui/Chad                            |
| Ganador Tanzania/Zimbabue           | Partidos 45/46 | Ganador Mozambique/Sudán del Sur               |

#### Fase de grupos
| Grupo A       | Grupo B       | Grupo C       | Grupo D         |
| ------------- | ------------- | ------------- | --------------- |
| Nigeria       | Malí          | Burkina Faso  | Costa de Marfil |
| Sudáfrica     | Argelia       | Angola        | Camerún         |
| Sudán         | Etiopía       | Gabón         | RD Congo        |
| Ganador 37/38 | Ganador 43/44 | Ganador 33/34 | Ganador 41/42   |

| Grupo E       | Grupo F       | Grupo G       |
| ------------- | ------------- | ------------- |
| Ghana         | Zambia        | Túnez         |
| Togo          | Cabo Verde    | Egipto        |
| Guinea        | Níger         | Senegal       |
| Ganador 35/36 | Ganador 45/46 | Ganador 39/40 |

## Formato de competición
El torneo se desarrolla dividido en dos fases: fase Preliminar y fase de grupos.
La Fase Preliminar se divide a su vez en tres rondas, la primera ronda está integrada por 4 equipos, los 4 últimos del ranking CAF, que forman dos series donde el ganador de cada serie avanza a la segunda ronda. La segunda ronda está integrada por 28 equipos, los posicionados del puesto 22 al 47 del ranking CAF más los dos equipos ganadores de la primera ronda, se formaron 14 series de dos equipos donde el ganador de cada serie avanzan a la tercera ronda. La tercera ronda está formada por los 14 equipos provenientes de la ronda anterior, se formaron 7 series de dos equipos y el ganador de cada serie clasifica a la fase de grupos.
En cada ronda preliminar los equipos juegan dos partidos, como local y visitante. Si luego del segundo encuentro hay igualdad de puntos y goles se aplicará la Regla del gol de visitante, si la igualdad persiste la serie se define directamente con Tiros desde el punto penal sin jugar tiempo suplementario.
En la fase de grupos ingresan los 21 mejores equipos del ranking CAF que junto con los 7 equipos provenientes de la tercera ronda preliminar conforman 7 grupos de 4 equipos. Cada equipo jugará con todos sus rivales de grupo en partidos de local y visitante, clasificarán a la Copa Africana 2015 los dos mejores equipos de cada grupo así como el mejor tercer lugar.
Si al finalizar todos los partidos de la fase de grupos dos o más equipos terminan empatados en puntos se aplicarán los siguientes criterios de desempate:
- Número de puntos obtenidos en los partidos entre los equipos en cuestión.
- Diferencia de goles en los partidos entre los equipos en cuestión.
- Goles marcados en los partidos entre los equipos en cuestión.
- Goles marcados como visitante en los partidos entre los equipos en cuestión.
- Diferencia de goles en todos los partidos de grupo.
- Goles marcados en todos los partidos de grupo.
- Sorteo.

## Fase preliminar

### Primera ronda
| Equipo 1   | Agr. | Equipo 2      | Ida | Vuelta |
| ---------- | ---- | ------------- | --- | ------ |
| Mauritania | 3–0  | Mauricio      | 1–0 | 2–0    |
| Eritrea    | w/o  | Sudán del Sur | —   | —      |

| 12 de abril de 2014 | Mauritania | 1:0 (1:0) | Mauricio | Stade Olympique, Nuakchot    |                              |
|                     | Ba 23'     | Reporte   |          | Árbitro(s): Maguette N'Diaye | Árbitro(s): Maguette N'Diaye |

| 20 de abril de 2014 | Mauricio | 0:2 (0:1) | Mauritania              | Stade George V, Curepipe     |                              |
|                     |          | Reporte   | Sow 38' · Bessam 90'+2' | Árbitro(s): Samuel Chirindza | Árbitro(s): Samuel Chirindza |

| 11 de abril de 2014 | Eritrea | Cancelado | Sudán del Sur | Estadio Cicero, Asmara    |  |
|                     |         |           |               | Árbitro(s): Davies Omweno |  |

| 19 de abril de 2014                                                                                    | Sudán del Sur | Cancelado | Eritrea | Khartoum Stadium, Jartum, Sudán |  |
| |               |           |         | Árbitro(s): Thierry Nkurunzizao |  |
| Sudán del Sur clasifica a la siguiente ronda debido a que Eritrea decidió retirarse de la competición. |               |           |         |                                 |  |

### Segunda ronda
| Equipo 1                 | Agr.    | Equipo 2          | Ida | Vuelta |
| ------------------------ | ------- | ----------------- | --- | ------ |
| Liberia                  | 1–2     | Lesoto            | 1–0 | 0–2    |
| Kenia                    | 2–1     | Comoras           | 1–0 | 1–1    |
| Madagascar               | 2–2 (a) | Uganda            | 2–1 | 0–1    |
| Mauritania               | awd.    | Guinea Ecuatorial | 1–0 | 0–3    |
| Namibia                  | 1–3     | Congo             | 1–0 | 0–3    |
| Libia                    | 0–3     | Ruanda            | 0–0 | 0–3    |
| Burundi                  | 0–1     | Botsuana          | 0–0 | 0–1    |
| República Centroafricana | 1–3     | Guinea-Bisáu      | 0–0 | 1–3    |
| Suazilandia              | 1–2     | Sierra Leona      | 1–1 | 0–1    |
| Gambia                   | awd.    | Seychelles        | -   | —      |
| Santo Tomé y Príncipe    | 0–4     | Benín             | 0–2 | 0–2    |
| Malaui                   | 3–3 (a) | Chad              | 2–0 | 1–3    |
| Tanzania                 | 3–2     | Zimbabue          | 1–0 | 2–2    |
| Mozambique               | 5–0     | Sudán del Sur     | 5–0 | 0–0    |

| 18 de mayo de 2014 | Liberia    | 1:0 (1:0) | Lesoto | Antoinette Tubman Stadium, Monrovia |                                |
|                    | Laffor 40' | Reporte   |        | Árbitro(s): Gustave Tohouegnon      | Árbitro(s): Gustave Tohouegnon |

| 1 de junio de 2014 | Lesoto                         | 2:0 (2:0) | Liberia | Estadio Setsoto, Maseru         |                                 |
|                    | Potloane 2' · Oliseh 5' (a.g.) | Reporte   |         | Árbitro(s): Joshua Opeyemi Amao | Árbitro(s): Joshua Opeyemi Amao |

| 18 de mayo de 2014 | Kenia     | 1:0 (1:0) | Comoras | Estadio Nacional Nyayo, Nairobi |                              |
|                    | Omolo 34' | Reporte   |         | Árbitro(s): Wellington Kaoma    | Árbitro(s): Wellington Kaoma |

| 30 de mayo de 2014 | Comoras    | 1:1 (0:0) | Kenia      | Stade Said Mohamed Cheikh, Moroni |                              |
|                    | Saandi 72' | Reporte   | Masika 58' | Árbitro(s): Djamal Aden Abdi      | Árbitro(s): Djamal Aden Abdi |

| 18 de mayo de 2014 | Madagascar                                    | 2:1 (2:0) | Uganda           | Stade Rabemanajara, Mahajanga |                          |
|                    | Andriatsima 9' (pen.) · Andriamahitsinoro 29' | Reporte   | Kiiza 90' (pen.) | Árbitro(s): Victor Gomes      | Árbitro(s): Victor Gomes |

| 31 de mayo de 2014 | Uganda    | 1:0 (1:0) | Madagascar | Estadio Nacional Mandela, Kampala  |                                    |
|                    | Massa 12' | Reporte   |            | Árbitro(s): Mohamed Farouk Mahmoud | Árbitro(s): Mohamed Farouk Mahmoud |

| 17 de mayo de 2014 | Mauritania  | 1:0 (0:0) | Guinea Ecuatorial | Stade Olympique, Nuakchot              |                                        |
|                    | Diakité 76' | Reporte   |                   | Árbitro(s): Mutaz Abdelbasit Khairalla | Árbitro(s): Mutaz Abdelbasit Khairalla |

| 1 de junio de 2014 | Guinea Ecuatorial             | 3:0 (1:0) | Mauritania | Nuevo Estadio de Malabo, Malabo |                           |
| | Mina 3' · Rivas 71' · Dio 85' | [http://africansoccer.weebly.com/equatorial-guinea-vs-mauritania-can---1614.html (enlace roto disponible en Internet Archive; véase el historial, la primera versión y la última). Reporte] |            | Árbitro(s): Davies Omweno       | Árbitro(s): Davies Omweno |
| Guinea Ecuatorial derrotó en el marcador global a Mauritania por 3-2 pero luego de un reclamo impuesto por la Federación de fútbol de Mauritania el 3 de junio la CAF decidió retirar de la competición a Guinea Ecuatorial por alinear a Thierry Fidjeu, el cual no era jugador elegible, en el primer partido de la serie. Por lo tanto es la selección de Mauritania la que avanza a la tercera ronda. |                               | |            |                                 |                           |

| 17 de mayo de 2014 | Namibia    | 1:0 (0:0) | Congo | Estadio Sam Nujoma, Windhoek |                           |
|                    | Bester 90' | Reporte   |       | Árbitro(s): Wiish Yabarow    | Árbitro(s): Wiish Yabarow |

| 1 de junio de 2014 | Congo                                  | 3:0 (1:0) | Namibia | Stade Municipal, Pointe-Noire |                            |
|                    | Ganvoula 45' · Doré 46' · Douniama 74' | Reporte   |         | Árbitro(s): Tessema Bamlak    | Árbitro(s): Tessema Bamlak |

| 18 de mayo de 2014                                       | Libia | 0:0     | Ruanda | Estadio Olímpico de Radès, Radès, Túnez |                              |
|                                                          |       | Reporte |        | Árbitro(s): Juste Ephrem Zio            | Árbitro(s): Juste Ephrem Zio |
| El partido no se jugó en Libia por motivos de seguridad. |       |         |        |                                         |                              |

| 31 de mayo de 2014 | Ruanda               | 3:0 (1:0) | Libia | Amahoro Stadium, Kigali  |                          |
|                    | Birori 39', 64', 72' | Reporte   |       | Árbitro(s): Joshua Bondo | Árbitro(s): Joshua Bondo |

| 18 de mayo de 2014 | Burundi | 0:0     | Botsuana | Estadio del Príncipe Louis Rwagasore, Buyumbura |                            |
|                    |         | Reporte |          | Árbitro(s): Med Said Kordi                      | Árbitro(s): Med Said Kordi |

| 1 de junio de 2014 | Botsuana          | 1:0 (0:0) | Burundi | Lobatse Stadium, Lobatse       |                                |
|                    | Joel Mogorosi 57' | Reporte   |         | Árbitro(s): Eric Otogo-Castane | Árbitro(s): Eric Otogo-Castane |

| 18 de mayo de 2014                                                             | República Centroafricana | 0:0     | Guinea Bissau | Stade Alphonse Massemba-Débat, Brazzaville, República del Congo |                                         |
|                                                                                |                          | Reporte |               | Árbitro(s): Antonio Muachihuissa Caxala                         | Árbitro(s): Antonio Muachihuissa Caxala |
| El partido no se jugó en la República Centroafricana por motivos de seguridad. |                          |         |               |                                                                 |                                         |

| 31 de mayo de 2014 | Guinea Bissau              | 3:1 (3:0) | República Centroafricana | Estádio 24 de Setembro, Bissau |                           |
|                    | Cícero 12' 45' · Baldé 25' | Reporte   | Balamandji 55'           | Árbitro(s): Denis Dembélé      | Árbitro(s): Denis Dembélé |

| 18 de mayo de 2014 | Suazilandia | 1:1 (0:1) | Sierra Leona    | Estadio Nacional Somhlolo, Lobamba |                                  |
|                    | Shongwe 54' | Reporte   | Sesay-Fullah 1' | Árbitro(s): Sebit Rassas Librato   | Árbitro(s): Sebit Rassas Librato |

| 31 de mayo de 2014 | Sierra Leona       | 1:0 (0:0) | Suazilandia | Estadio Nacional, Freetown     |                                |
|                    | Bangura 66' (pen.) | Reporte   |             | Árbitro(s): Omar Mohamed Ragab | Árbitro(s): Omar Mohamed Ragab |

|  | Gambia | Cancelado | Seychelles | Estadio Independencia, Bakau |  |

| | Seychelles | Cancelado | Gambia | Stade Linité, Victoria |  |
| Seychelles clasifica a la siguiente ronda luego que Gambia fuese suspendida por dos años de toda competición organizada por la CAF por alinear a 5 jugadores mayores a la edad permitida en el torneo de clasificación para el campeonato africano sub-20 de 2015. |            |           |        |                        |  |

| 17 de mayo de 2014 | Santo Tomé y Príncipe | 0:2 (0:0) | Benín                    | Estádio Nacional 12 de Julho, São Tomé |                                  |
|                    |                       | Reporte   | Sessègnon 82' 90' (pen.) | Árbitro(s): Mal Souley Mohamadou       | Árbitro(s): Mal Souley Mohamadou |

| 1 de junio de 2014 | Benín                         | 2:0 (1:0) | Santo Tomé y Príncipe | Stade de l'Amitié, Cotonú     |                               |
|                    | Gounongbé 28' · Sessègnon 71' | Reporte   |                       | Árbitro(s): Sekou Ahmed Toure | Árbitro(s): Sekou Ahmed Toure |

| 17 de mayo de 2014 | Malawi        | 2:0 (1:0) | Chad | Kamuzu Stadium, Blantyre      |                               |
|                    | Mhango 7' 69' | Reporte   |      | Árbitro(s): Rainhold Shikongo | Árbitro(s): Rainhold Shikongo |

| 1 de junio de 2014 | Chad                           | 3:1 (3:0) | Malawi     | Stade Omnisports Idriss Mahamat Ouya, N'Djamena |                             |
|                    | N'Douassel 15' 32' · Ninga 17' | Reporte   | Mhango 52' | Árbitro(s): Malang Diedhiou                     | Árbitro(s): Malang Diedhiou |

| 18 de mayo de 2014 | Tanzania  | 1:0 (1:0) | Zimbabue | Benjamin Mkapa National Stadium, Dar es Salaam |                            |
|                    | Bocco 13' | Reporte   |          | Árbitro(s): Joseph Lamptey                     | Árbitro(s): Joseph Lamptey |

| 1 de junio de 2014 | Zimbabue                | 2:2 (1:1) | Tanzania                   | Estadio Nacional de Deportes, Harare |                             |
|                    | Phiri 3' · Katsande 55' | Reporte   | Haroub 21' · Ulimwengu 46' | Árbitro(s): Bernard Camille          | Árbitro(s): Bernard Camille |

| 18 de mayo de 2014 | Mozambique                                          | 5:0 (2:0) | Sudán del Sur | Estádio do Zimpeto, Maputo |                         |
|                    | Josemar 13' · Mexer 42' · Sonito 47' 54' · Isac 84' | Reporte   |               | Árbitro(s): Denis Batte    | Árbitro(s): Denis Batte |

| 30 de mayo de 2014                                               | Sudán del Sur | 0:0     | Mozambique | Estadio de Jartum, Jartum, Sudán |                                |
|                                                                  |               | Reporte |            | Árbitro(s): Thierry Nkurunziza   | Árbitro(s): Thierry Nkurunziza |
| El partido no se jugó en Sudán del Sur por motivos de seguridad. |               |         |            |                                  |                                |

### Tercera Ronda
| Equipo 1     | Agr.        | Equipo 2     | Ida | Vuelta |
| ------------ | ----------- | ------------ | --- | ------ |
| Lesoto       | 1–0         | Kenia        | 1–0 | 0–0    |
| Uganda       | 3–0         | Mauritania   | 2–0 | 1–0    |
| Congo        | awd.        | Ruanda       | 2–0 | 0–2    |
| Botsuana     | 3–1         | Guinea-Bisáu | 2–0 | 1–1    |
| Sierra Leona | w/o         | Seychelles   | 2–0 | —      |
| Benín        | 1–1 (3–4 p) | Malaui       | 1–0 | 0–1    |
| Tanzania     | 3–4         | Mozambique   | 2–2 | 1–2    |

| 20 de julio de 2014 | Lesoto         | 1:0 (0:0) | Kenia | Estadio Setsoto, Maseru      |                              |
|                     | Seturumane 65' | Reporte   |       | Árbitro(s): Samuel Chirindza | Árbitro(s): Samuel Chirindza |

| 3 de agosto de 2014 | Kenia | 0:0     | Lesoto | Estadio Nacional Nyayo, Nairobi     |                                     |
|                     |       | Reporte |        | Árbitro(s): Aurélien Juenkou Wandji | Árbitro(s): Aurélien Juenkou Wandji |

| 19 de julio de 2014 | Uganda                  | 2:0 (0:0) | Mauritania | Mandela National Stadium, Kampala |                             |
|                     | Majwega 47' · Massa 68' | Reporte   |            | Árbitro(s): Hudu Munyemnana       | Árbitro(s): Hudu Munyemnana |

| 3 de agosto de 2014 | Mauritania | 0:1 (0:0) | Uganda           | Estadio Olímpico de Nuakchot, Nuakchot |                               |
|                     |            | Reporte   | Ssentongo 90'+2' | Árbitro(s): Mehdi Abid Charef          | Árbitro(s): Mehdi Abid Charef |

| 20 de julio de 2014 | Congo                 | 2:0 (0:0) | Ruanda | Stade Municipal, Pointe-Noire |                             |
|                     | Gandzé 70' · Doré 82' | Reporte   |        | Árbitro(s): Malang Diedhiou   | Árbitro(s): Malang Diedhiou |

| 2 de agosto de 2014 | Ruanda                                                       | 2:0 (0:0) (4:3 p.)         | Congo                                                   | Estadio Regional Nyamirambo, Kigali |                                 |
| | Ndahinduka 55' · Kagere 60'                                  | Reporte                    |                                                         | Árbitro(s): Ali Mohamed Adelaïd     | Árbitro(s): Ali Mohamed Adelaïd |
| |                                                              | Tiros desde el punto penal |                                                         |                                     |                                 |
| | Tubane · Mbaraga · Kagere · Bayisenge · Niyonzima · Sibomana |                            | Doré · N'Dinga · Ganvoula · Bifouma · Lépicier · Lakolo |                                     |                                 |
| Pese a haber ganado en los penales, el 17 de agosto la CAF descalificó del torneo a la selección de Ruanda por haber alineado en el primer partido de la serie a Daddy Birori que jugaba con pasaporte de la República Democrática del Congo y otro nombre para su club Vita Club de Kinshasa. De esta manera la selección de Congo avanza a la fase de grupos en lugar de Ruanda. |                                                              |                            |                                                         |                                     |                                 |

| 19 de julio de 2014 | Botsuana            | 2:0 (2:0) | Guinea Bissau | Estadio Nacional de Botsuana, Gaborone |                          |
|                     | Tshireletso 30' 37' | Reporte   |               | Árbitro(s): Victor Gomes               | Árbitro(s): Victor Gomes |

| 2 de agosto de 2014 | Guinea Bissau | 1:1 (1:0) | Botsuana          | Estadio 24 de Setembro, Bissau    |                                   |
|                     | Seidi 16'     | Reporte   | Ramatlhakwane 79' | Árbitro(s): Kokou Hougnimon Fagla | Árbitro(s): Kokou Hougnimon Fagla |

| 19 de julio de 2014 | Sierra Leona                    | 2:0 (0:0) | Seychelles | Estadio Nacional de Sierra Leona, Freetown |                            |
|                     | Jabbie 55' · Bangura 72' (pen.) | Reporte   |            | Árbitro(s): Bienvenu Sinko                 | Árbitro(s): Bienvenu Sinko |

| 2 de agosto de 2014 | Seychelles | Cancelado | Sierra Leona | Estadio Linité, Victoria       |  |
| |            |           |              | Árbitro(s): Hagi Yabarow Wiish |  |
| El 31 de julio la Federación de Fútbol de Seychelles informó a la CAF su decisión de retirar a su selección de la competencia. El motivo para el retiro de Seychelles fue que las autoridades de ese país decidieron no permitir el ingreso de la selección de Sierra Leona a su jurisdicción por estar este país azotado por un brote del virus Ébola. |            |           |              |                                |  |

| 20 de julio de 2014 | Benín         | 1:0 (1:0) | Malawi | Stade de l'Amitié, Cotonú    |                              |
|                     | Sessègnon 18' | Reporte   |        | Árbitro(s): Youssef Essrayri | Árbitro(s): Youssef Essrayri |

| 2 de agosto de 2014 | Malawi                              | 1:0 (1:0) (4:3 p.)         | Benín                                        | Kamuzu Stadium, Blantyre  |                           |
|                     | Banda 15'                           | Reporte                    |                                              | Árbitro(s): Janny Sikazwe | Árbitro(s): Janny Sikazwe |
|                     |                                     | Tiros desde el punto penal |                                              |                           |                           |
|                     | Kamwendo · Msowoya · Mzava · Malata |                            | Sessegnon · Séïbou · Angan · Barazé · Adénon |                           |                           |

| 20 de julio de 2014 | Tanzania            | 2:2 (0:0) | Mozambique                      | Estadio Nacional Benjamin Mkapa, Dar es Salaam |                            |
|                     | Mcha 66' 72' (pen.) | Reporte   | Domingues 47' (pen.) · Isac 90' | Árbitro(s): Mahmoud Ashour                     | Árbitro(s): Mahmoud Ashour |

| 3 de agosto de 2014 | Mozambique                     | 2:1 (1:0) | Tanzania    | Estádio do Zimpeto, Maputo |                         |
|                     | Josemar 45'+2' · Domingues 83' | Reporte   | Samatta 77' | Árbitro(s): Denis Batte    | Árbitro(s): Denis Batte |

## Fase de grupos

### Grupo A
| Equipo    | Pts | PJ | PG | PE | PP | GF | GC | Dif |
| --------- | --- | -- | -- | -- | -- | -- | -- | --- |
| Sudáfrica | 12  | 6  | 3  | 3  | 0  | 9  | 3  | +6  |
| Congo     | 10  | 6  | 3  | 1  | 2  | 6  | 6  | 0   |
| Nigeria   | 8   | 6  | 2  | 2  | 2  | 9  | 7  | +2  |
| Sudán     | 3   | 6  | 1  | 0  | 5  | 3  | 11 | -8  |

| 6 de septiembre de 2014 | Nigeria                  | 2:3 (1:2) | Congo                                 | Estadio U. J. Esuene, Calabar |                            |
|                         | Ambrose 13' · Salami 89' | Reporte   | Oniangue 16' · Bifouma 40' 53' (pen.) | Árbitro(s): Joseph Lamptey    | Árbitro(s): Joseph Lamptey |

| 5 de septiembre de 2014 | Sudán | 0:3 (0:0) | Sudáfrica                      | Estadio Al Merreikh, Omdurmán |                               |
|                         |       | Reporte   | Vilakazi 55' 62' · Ndulula 79' | Árbitro(s): Mehdi Abid Charef | Árbitro(s): Mehdi Abid Charef |

| 10 de septiembre de 2014 | Sudáfrica | 0:0     | Nigeria | Estadio de Ciudad del Cabo, Ciudad del Cabo |                          |
|                          |           | Reporte |         | Árbitro(s): Joshua Bondo                    | Árbitro(s): Joshua Bondo |

| 10 de septiembre de 2014 | Congo                     | 2:0 (1:0) | Sudán | Stade Municipal, Pointe-Noire  |                                |
|                          | Doré 4' · Oniangue 90'+1' | Reporte   |       | Árbitro(s): Omar Mohamed Ragab | Árbitro(s): Omar Mohamed Ragab |

| 11 de octubre de 2014 | Sudán       | 1:0 (1:0) | Nigeria | Estadio de Jartum, Jartum |                           |
|                       | Babeker 41' | Reporte   |         | Árbitro(s): Janny Sikazwe | Árbitro(s): Janny Sikazwe |

| 11 de octubre de 2014 | Congo | 0:2 (0:0) | Sudáfrica                | Stade Municipal, Pointe-Noire  |                                |
|                       |       | Reporte   | Ndulula 52' · Rantie 54' | Árbitro(s): Bouchaïb El Ahrach | Árbitro(s): Bouchaïb El Ahrach |

| 15 de octubre de 2014 | Nigeria                    | 3:1 (0:0) | Sudán       | Estadio Abuya, Abuya     |                          |
|                       | Musa 48' 89' · Olanare 66' | Reporte   | Ibrahim 56' | Árbitro(s): Néant Alioum | Árbitro(s): Néant Alioum |

| 15 de octubre de 2014 | Sudáfrica | 0:0     | Congo | Estadio Peter Mokaba, Polokwane |                           |
|                       |           | Reporte |       | Árbitro(s): Badara Diatta       | Árbitro(s): Badara Diatta |

| 15 de noviembre de 2014 | Congo | 0:2 (0:0) | Nigeria                       | Stade Municipal, Pointe-Noire |                          |
|                         |       | Reporte   | Uche 59' (pen.) · Olanare 90' | Árbitro(s): Gehad Grisha      | Árbitro(s): Gehad Grisha |

| 15 de noviembre de 2014 | Sudáfrica               | 2:1 (1:0) | Sudán       | Estadio Moses Mabhida, Durban |                             |
|                         | Serero 39' · Rantie 53' | Reporte   | Ibrahim 77' | Árbitro(s): Mohamed Benouza   | Árbitro(s): Mohamed Benouza |

| 19 de noviembre de 2014 | Nigeria          | 2:2 (0:1) | Sudáfrica      | Estadio Akwa Ibom, Uyo              |                                     |
|                         | Aluko 67' 90'+3' | Reporte   | Rantie 42' 48' | Árbitro(s): Rajindraparsad Seechurn | Árbitro(s): Rajindraparsad Seechurn |

| 19 de noviembre de 2014 | Sudán | 0:1 (0:0) | Congo       | Estadio de Jartum, Jartum   |                             |
|                         |       | Reporte   | N'Ganga 60' | Árbitro(s): Sylvester Kirwa | Árbitro(s): Sylvester Kirwa |

### Grupo B
| Equipo  | Pts | PJ | PG | PE | PP | GF | GC | Dif |
| ------- | --- | -- | -- | -- | -- | -- | -- | --- |
| Argelia | 15  | 6  | 5  | 0  | 1  | 11 | 4  | +7  |
| Malí    | 9   | 6  | 3  | 0  | 3  | 8  | 6  | +2  |
| Malaui  | 7   | 6  | 2  | 1  | 3  | 5  | 9  | -4  |
| Etiopía | 4   | 6  | 1  | 1  | 4  | 7  | 12 | -5  |

| 6 de septiembre de 2014 | Etiopía            | 1:2 (0:1) | Argelia                   | Estadio de Adís Abeba, Adís Abeba |                             |
|                         | Said 90'+6' (pen.) | Reporte   | Soudani 35' · Brahimi 84' | Árbitro(s): Bernard Camille       | Árbitro(s): Bernard Camille |

| 7 de septiembre de 2014 | Malí                      | 2:0 (0:0) | Malaui | Estadio del 26 de Marzo, Bamako |                                 |
|                         | Sako 52' · Diabaté 90'+2' | Reporte   |        | Árbitro(s): Joshua Opeyemi Amao | Árbitro(s): Joshua Opeyemi Amao |

| 10 de septiembre de 2014 | Argelia     | 1:0 (0:0) | Malí | Estadio Mustapha Tchaker, Blida |                          |
|                          | Medjani 83' | Reporte   |      | Árbitro(s): Néant Alioum        | Árbitro(s): Néant Alioum |

| 10 de septiembre de 2014 | Malaui                     | 3:2 (1:1) | Etiopía                   | Estadio Kamuzu, Blantyre             |                                      |
|                          | Nyondo 18' 66' · Banda 62' | Reporte   | Kebede 44' · Saleh 90'+2' | Árbitro(s): Mohamed Hussein El-Fadil | Árbitro(s): Mohamed Hussein El-Fadil |

| 11 de octubre de 2014 | Etiopía | 0:2 (0:1) | Malí                        | Estadio de Adís Abeba, Adís Abeba |                                |
|                       |         | Reporte   | Diaby 33' · S. Yatabaré 60' | Árbitro(s): Mohamed Said Kordi    | Árbitro(s): Mohamed Said Kordi |

| 11 de octubre de 2014 | Malaui | 0:2 (0:1) | Argelia                      | Estadio Kamuzu, Blantyre |                          |
|                       |        | Reporte   | Halliche 10' · Mesbah 90'+2' | Árbitro(s): Victor Gomes | Árbitro(s): Victor Gomes |

| 15 de octubre de 2014 | Mali                       | 2:3 (1:2) | Etiopía                              | Estadio del 26 de Marzo, Bamako |                                 |
|                       | Sako 32' · M. Yatabaré 70' | Reporte   | Oukri 36' · Getaneh 45' · Butako 90' | Árbitro(s): Hamada Nampiandraza | Árbitro(s): Hamada Nampiandraza |

| 15 de octubre de 2014 | Argelia                               | 3:0 (2:0) | Malaui | Estadio Mustapha Tchaker, Blida      |                                      |
|                       | Brahimi 2' · Mahrez 45' · Slimani 54' | Reporte   |        | Árbitro(s): Mohamed Hussein El-Fadil | Árbitro(s): Mohamed Hussein El-Fadil |

| 15 de noviembre de 2014 | Malaui                     | 2:0 (0:0) | Malí | Estadio Kamuzu, Blantyre   |                            |
|                         | Ng'ambi 64' · Kanyenda 85' | Reporte   |      | Árbitro(s): Hudu Munyemana | Árbitro(s): Hudu Munyemana |

| 15 de noviembre de 2014 | Argelia                                 | 3:1 (3:1) | Etiopía   | Estadio Mustapha Tchaker, Blida |                            |
|                         | Feghouli 32' · Mahrez 40' · Brahimi 44' | Reporte   | Oukri 21' | Árbitro(s): Ali Lemghaifry      | Árbitro(s): Ali Lemghaifry |

| 19 de noviembre de 2014 | Malí                        | 2:0 (1:0) | Argelia | Estadio del 26 de Marzo, Bamako |                            |
|                         | Keita 29' · M. Yatabaré 52' | Reporte   |         | Árbitro(s): Joseph Lamptey      | Árbitro(s): Joseph Lamptey |

| 19 de noviembre de 2014 | Etiopía | 0:0     | Malaui | Estadio de Adís Abeba, Adís Abeba |                            |
|                         |         | Reporte |        | Árbitro(s): Rédouane Jiyed        | Árbitro(s): Rédouane Jiyed |

### Grupo C
| Equipo       | Pts | PJ | PG | PE | PP | GF | GC | Dif |
| ------------ | --- | -- | -- | -- | -- | -- | -- | --- |
| Gabón        | 12  | 6  | 3  | 3  | 0  | 9  | 4  | +5  |
| Burkina Faso | 11  | 6  | 3  | 2  | 1  | 8  | 4  | +4  |
| Angola       | 6   | 6  | 1  | 3  | 2  | 5  | 5  | 0   |
| Lesoto       | 2   | 6  | 0  | 2  | 4  | 3  | 12 | -9  |

| 6 de septiembre de 2014 | Burkina Faso                    | 2:0 (1:0) | Lesoto | Estadio del 4 de Agosto, Uagadugú |                            |
|                         | Pitroipa 11' · Alain Traoré 49' | Reporte   |        | Árbitro(s): Hudu Munyemana        | Árbitro(s): Hudu Munyemana |

| 6 de septiembre de 2014 | Gabón       | 1:0 (1:0) | Angola | Estadio de Angondjé, Libreville |                             |
|                         | Mbingui 45' | Reporte   |        | Árbitro(s): Mahamadou Keita     | Árbitro(s): Mahamadou Keita |

| 10 de septiembre de 2014 | Angola | 0:3 (0:1) | Burkina Faso                 | Estadio 11 de Novembro, Luanda |                          |
|                          |        | Reporte   | Bancé 43' · Pitroipa 49' 57' | Árbitro(s): Victor Gomes       | Árbitro(s): Victor Gomes |

| 10 de septiembre de 2014 | Lesoto       | 1:1 (0:0) | Gabón       | Estadio Setsoto, Maseru         |                                 |
|                          | Lekhanya 60' | Reporte   | Madinda 80' | Árbitro(s): Hamada Nampiandraza | Árbitro(s): Hamada Nampiandraza |

| 10 de octubre de 2014 | Lesoto | 0:0     | Angola | Estadio Setsoto, Maseru |                         |
|                       |        | Reporte |        | Árbitro(s): Kokou Fagla | Árbitro(s): Kokou Fagla |

| 11 de octubre de 2014 | Gabón              | 2:0 (0:0) | Burkina Faso | Estadio de Angondjé, Libreville |                            |
|                       | Aubameyang 67' 74' | Reporte   |              | Árbitro(s): Joseph Lamptey      | Árbitro(s): Joseph Lamptey |

| 15 de octubre de 2014 | Burkina Faso | 1:1 (1:0) | Gabón      | Estadio del 4 de Agosto, Uagadugú |                          |
|                       | Pitroipa 30' | Reporte   | Evouna 76' | Árbitro(s): Joshua Bondo          | Árbitro(s): Joshua Bondo |

| 15 de octubre de 2014 | Angola                                                   | 4:0 (2:0) | Lesoto | Estadio 11 de Novembro, Luanda  |                                 |
|                       | Bastos 2' · Ary Papel 33' · Koetle 47' (a.g.) · Love 57' | Reporte   |        | Árbitro(s): Ali Mohamed Adelaïd | Árbitro(s): Ali Mohamed Adelaïd |

| 15 de noviembre de 2014 | Lesoto | 0:1 (0:1) | Burkina Faso | Estadio Setsoto, Maseru        |                                |
|                         |        | Reporte   | Pitroipa 3'  | Árbitro(s): Thierry Nkurunziza | Árbitro(s): Thierry Nkurunziza |

| 15 de noviembre de 2014 | Angola | 0:0     | Gabón | Estadio 11 de Novembro, Luanda |                            |
|                         |        | Reporte |       | Árbitro(s): Tessema Bamlak     | Árbitro(s): Tessema Bamlak |

| 19 de noviembre de 2014 | Burkina Faso           | 1:1 (1:1) | Angola            | Estadio del 4 de Agosto, Uagadugú |                              |
|                         | Pitroipa 45'+2' (pen.) | Reporte   | Djalma 28' (pen.) | Árbitro(s): Youssef Essrayri      | Árbitro(s): Youssef Essrayri |

| 19 de noviembre de 2014 | Gabón                                     | 4:2 (1:0) | Lesoto             | Estadio de Angondjé, Libreville |                         |
|                         | Madinda 41' · Evouna 52' 81' · N´Dong 68' | Reporte   | Seturumane 56' 75' | Árbitro(s): Denis Batte         | Árbitro(s): Denis Batte |

### Grupo D
| Equipo          | Pts | PJ | PG | PE | PP | GF | GC | Dif |
| --------------- | --- | -- | -- | -- | -- | -- | -- | --- |
| Camerún         | 14  | 6  | 4  | 2  | 0  | 9  | 1  | +8  |
| Costa de Marfil | 10  | 6  | 3  | 1  | 2  | 13 | 11 | +2  |
| RD Congo        | 9   | 6  | 3  | 0  | 3  | 10 | 9  | +1  |
| Sierra Leona    | 1   | 6  | 0  | 1  | 5  | 2  | 13 | -11 |

| 6 de septiembre de 2014 | Costa de Marfil            | 2:1 (0:1) | Sierra Leona | Estadio Houphouët-Boigny, Abiyán |                              |
|                         | Doumbia 63' · Gervinho 68' | Reporte   | Kamara 43'   | Árbitro(s): Juste Ephrem Zio     | Árbitro(s): Juste Ephrem Zio |

| 6 de septiembre de 2014 | RD Congo | 0:2 (0:1) | Camerún                      | Stade TP Mazembe, Lubumbashi   |                                |
|                         |          | Reporte   | N'Jie 45'+3' · Aboubakar 82' | Árbitro(s): Eric Otogo-Castane | Árbitro(s): Eric Otogo-Castane |

| 10 de septiembre de 2014 | Camerún                           | 4:1 (2:1) | Costa de Marfil | Estadio Ahmadou Ahidjo, Yaundé      |                                     |
|                          | N'Jie 15' 76' · Aboubakar 38' 54' | Reporte   | Y. Touré 25'    | Árbitro(s): Rajindraparsad Seechurn | Árbitro(s): Rajindraparsad Seechurn |

| 10 de septiembre de 2014 | Sierra Leona | 0:2 (0:0) | RD Congo                | Stade TP Mazembe, Lubumbashi, República Democrática del Congo |                              |
|                          |              | Reporte   | Mubele 51' · Bokila 88' | Árbitro(s): Youssef Essrayri                                  | Árbitro(s): Youssef Essrayri |

| 11 de octubre de 2014 | RD Congo            | 1:2 (0:1) | Costa de Marfil       | Estadio Tata Raphaël, Kinshasa |                               |
|                       | Mongongu 68' (pen.) | Reporte   | Bony 23' · Gradel 82' | Árbitro(s): Mehdi Abid Charef  | Árbitro(s): Mehdi Abid Charef |

| 11 de octubre de 2014 | Sierra Leona | 0:0     | Camerún | Estadio Ahmadou Ahidjo, Yaundé, Camerún |                         |
|                       |              | Reporte |         | Árbitro(s): Denis Batte                 | Árbitro(s): Denis Batte |

| 15 de octubre de 2014 | Costa de Marfil              | 3:4 (1:3) | RD Congo                                    | Estadio Houphouët-Boigny, Abiyán |                            |
|                       | Y. Touré 24' · Kalou 68' 72' | Reporte   | Kebano 21' · Kabananga 33' · Bokila 36' 88' | Árbitro(s): Bakary Gassama       | Árbitro(s): Bakary Gassama |

| 15 de octubre de 2014 | Camerún             | 2:0 (2:0) | Sierra Leona | Estadio Ahmadou Ahidjo, Yaundé |                                |
|                       | Kweuke 4' · Mbia 7' | Reporte   |              | Árbitro(s): Thierry Nkurunziza | Árbitro(s): Thierry Nkurunziza |

| 14 de noviembre de 2014 | Sierra Leona | 1:5 (1:1) | Costa de Marfil                                         | Estadio Houphouët-Boigny, Abiyán, Costa de Marfil |                             |
|                         | Bangura 25'  | Reporte   | K. Touré 7' · Kalou 49' 74' · Gradel 53' · Gervinho 60' | Árbitro(s): Koman Coulibaly                       | Árbitro(s): Koman Coulibaly |

| 15 de noviembre de 2014 | Camerún       | 1:0 (0:0) | RD Congo | Estadio Ahmadou Ahidjo, Yaundé |                          |
|                         | Aboubakar 71' | Reporte   |          | Árbitro(s): Joshua Bondo       | Árbitro(s): Joshua Bondo |

| 19 de noviembre de 2014 | Costa de Marfil | 0:0     | Camerún | Estadio Houphouët-Boigny, Abiyán |                                |
|                         |                 | Reporte |         | Árbitro(s): Bouchaïb El Ahrach   | Árbitro(s): Bouchaïb El Ahrach |

| 19 de noviembre de 2014 | RD Congo                                 | 3:1 (1:1) | Sierra Leona | Estadio Tata Raphaël, Kinshasa |                                |
|                         | Bolasie 44' 90'+3' · Mongongu 61' (pen.) | Reporte   | Kamara 27'   | Árbitro(s): Hagi Yabarow Wiish | Árbitro(s): Hagi Yabarow Wiish |

### Grupo E
| Equipo | Pts | PJ | PG | PE | PP | GF | GC | Dif |
| ------ | --- | -- | -- | -- | -- | -- | -- | --- |
| Ghana  | 11  | 6  | 3  | 2  | 1  | 11 | 7  | +4  |
| Guinea | 10  | 6  | 3  | 1  | 2  | 10 | 8  | +2  |
| Uganda | 7   | 6  | 2  | 1  | 3  | 4  | 5  | -1  |
| Togo   | 6   | 6  | 2  | 0  | 4  | 7  | 12 | -5  |

| 6 de septiembre de 2014 | Ghana              | 1:1 (0:1) | Uganda      | Estadio Baba Yara, Kumasi      |                                |
|                         | A. Ayew 50' (pen.) | Reporte   | Mawejje 45' | Árbitro(s): Mohamed Said Kordi | Árbitro(s): Mohamed Said Kordi |

| 5 de septiembre de 2014 | Guinea                         | 2:1 (2:0) | Togo         | Estadio Mohamed V, Casablanca, Marruecos |                            |
|                         | Soumah 10' · Idrissa Sylla 45' | Reporte   | J. Ayité 68' | Árbitro(s): Rédouane Jiyed               | Árbitro(s): Rédouane Jiyed |

| 10 de septiembre de 2014 | Togo                        | 2:3 (1:2) | Ghana                                   | Estadio de Kégué, Lomé      |                             |
|                          | F. Ayité 11' · Adebayor 76' | Reporte   | Gyan 23' · Agyemang-Badu 34' · Atsu 85' | Árbitro(s): Mohamed Benouza | Árbitro(s): Mohamed Benouza |

| 10 de septiembre de 2014 | Uganda        | 2:0 (2:0) | Guinea | Estadio Nacional Nelson Mandela, Kampala |                            |
|                          | Massa 21' 43' | Reporte   |        | Árbitro(s): Tessema Bamlak               | Árbitro(s): Tessema Bamlak |

| 11 de octubre de 2014 | Guinea     | 1:1 (0:1) | Ghana    | Estadio Mohamed V, Casablanca, Marruecos |                                |
|                       | Traoré 81' | Reporte   | Gyan 27' | Árbitro(s): Omar Mohamed Ragab           | Árbitro(s): Omar Mohamed Ragab |

| 11 de octubre de 2014 | Uganda | 0:1 (0:1) | Togo      | Estadio Nacional Nelson Mandela, Kampala |                           |
|                       |        | Reporte   | Kokou 30' | Árbitro(s): Davies Omweno                | Árbitro(s): Davies Omweno |

| 15 de octubre de 2014 | Ghana                                                | 3:1 (1:1) | Guinea      | Accra Sports Stadium, Acra  |                             |
|                       | Gyan 13' · A. Ayew 57' (pen.) · Agyemang-Badu 90'+6' | Reporte   | Yattara 33' | Árbitro(s): Bernard Camille | Árbitro(s): Bernard Camille |

| 15 de octubre de 2014 | Togo       | 1:0 (0:0) | Uganda | Estadio de Kégué, Lomé    |                           |
|                       | Akakpo 70' | Reporte   |        | Árbitro(s): Wiish Yabarow | Árbitro(s): Wiish Yabarow |

| 15 de noviembre de 2014 | Uganda     | 1:0 (1:0) | Ghana | Estadio Nacional Nelson Mandela, Kampala |                                      |
|                         | Kabugo 10' | Reporte   |       | Árbitro(s): Mohamed Hussein El-Fadil     | Árbitro(s): Mohamed Hussein El-Fadil |

| 15 de noviembre de 2014 | Togo                | 1:4 (0:2) | Guinea                                 | Estadio de Kégué, Lomé  |                         |
|                         | Adebayor 69' (pen.) | Reporte   | Idrissa Sylla 25' · Soumah 40' 59' 65' | Árbitro(s): Slim Jedidi | Árbitro(s): Slim Jedidi |

| 19 de noviembre de 2014 | Ghana                                       | 3:1 (2:0) | Togo         | Estadio Tamale, Tamale     |                            |
|                         | Waris 23' · Mubarak 27' · Agyemang Badu 69' | Reporte   | J. Ayité 48' | Árbitro(s): Bakary Gassama | Árbitro(s): Bakary Gassama |

| 19 de noviembre de 2014 | Guinea                  | 2:0 (1:0) | Uganda | Estadio Mohamed V, Casablanca, Marruecos |                             |
|                         | Traoré 23' · Soumah 61' | Reporte   |        | Árbitro(s): Malang Diedhiou              | Árbitro(s): Malang Diedhiou |

### Grupo F
| Equipo     | Pts | PJ | PG | PE | PP | GF | GC | Dif |
| ---------- | --- | -- | -- | -- | -- | -- | -- | --- |
| Cabo Verde | 12  | 6  | 4  | 0  | 2  | 9  | 6  | +3  |
| Zambia     | 11  | 6  | 3  | 2  | 1  | 6  | 2  | +4  |
| Mozambique | 6   | 6  | 1  | 3  | 2  | 4  | 4  | 0   |
| Níger      | 3   | 6  | 0  | 3  | 3  | 4  | 11 | -7  |

| 6 de septiembre de 2014 | Zambia | 0:0     | Mozambique | Estadio Levy Mwanawasa, Ndola  |                                |
|                         |        | Reporte |            | Árbitro(s): Thierry Nkurunziza | Árbitro(s): Thierry Nkurunziza |

| 6 de septiembre de 2014 | Níger      | 1:3 (1:3) | Cabo Verde                          | Estadio General Seyni Kountché, Niamey |                          |
|                         | Maâzou 34' | Reporte   | Rodrigues 3' 24' · Odaïr Fortes 14' | Árbitro(s): Gehad Grisha               | Árbitro(s): Gehad Grisha |

| 10 de septiembre de 2014 | Cabo Verde               | 2:1 (1:0) | Zambia      | Estadio Nacional, Praia     |                             |
|                          | Zé Luís 32' · Mendes 77' | Reporte   | Mulenga 56' | Árbitro(s): Malang Diedhiou | Árbitro(s): Malang Diedhiou |

| 10 de septiembre de 2014 | Mozambique          | 1:1 (1:1) | Níger     | Estadio Zimpeto, Maputo   |                           |
|                          | Domingues 5' (pen.) | Reporte   | Cissé 25' | Árbitro(s): Wiish Yabarow | Árbitro(s): Wiish Yabarow |

| 11 de octubre de 2014 | Níger | 0:0     | Zambia | Estadio General Seyni Kountché, Niamey |                            |
|                       |       | Reporte |        | Árbitro(s): Hudu Munyemana             | Árbitro(s): Hudu Munyemana |

| 11 de octubre de 2014 | Mozambique               | 2:0 (1:0) | Cabo Verde | Estadio de Machava, Maputo |                          |
|                       | Kito 43' · Reginaldo 60' | Reporte   |            | Árbitro(s): Ahmed Hassan   | Árbitro(s): Ahmed Hassan |

| 15 de octubre de 2014 | Zambia                                      | 3:0 (0:0) | Níger | Estadio Levy Mwanawasa, Ndola |                              |
|                       | Kalaba 58' · Mayuka 73' · Mweene 87' (pen.) | Reporte   |       | Árbitro(s): Juste Ephrem Zio  | Árbitro(s): Juste Ephrem Zio |

| 15 de octubre de 2014 | Cabo Verde | 1:0 (0:0) | Mozambique | Estadio Nacional, Praia     |                             |
|                       | Héldon 75' | Reporte   |            | Árbitro(s): Mahamadou Keita | Árbitro(s): Mahamadou Keita |

| 15 de noviembre de 2014 | Mozambique | 0:1 (0:0) | Zambia        | Estadio Zimpeto, Maputo        |                                |
|                         |            | Reporte   | Singuluma 67' | Árbitro(s): Eric Otogo-Castane | Árbitro(s): Eric Otogo-Castane |

| 15 de noviembre de 2014 | Cabo Verde                             | 3:1 (0:0) | Níger             | Estadio Nacional, Praia   |                           |
|                         | Kuca 68' · Héldon 90' · Tavares 90'+2' | Reporte   | Varela 73' (a.g.) | Árbitro(s): Denis Dembele | Árbitro(s): Denis Dembele |

| 19 de noviembre de 2014 | Zambia       | 1:0 (0:0) | Cabo Verde | Estadio Levy Mwanawasa, Ndola |                             |
|                         | Kampamba 78' | Reporte   |            | Árbitro(s): Bernard Camille   | Árbitro(s): Bernard Camille |

| 19 de noviembre de 2014 | Níger      | 1:1 (0:0) | Mozambique | Estadio General Seyni Kountché, Niamey |                          |
|                         | Moctar 83' | Reporte   | Diogo 69'  | Árbitro(s): Victor Gomes               | Árbitro(s): Victor Gomes |

### Grupo G
| Equipo   | Pts | PJ | PG | PE | PP | GF | GC | Dif |
| -------- | --- | -- | -- | -- | -- | -- | -- | --- |
| Túnez    | 14  | 6  | 4  | 2  | 0  | 6  | 2  | +4  |
| Senegal  | 13  | 6  | 4  | 1  | 1  | 8  | 1  | +7  |
| Egipto   | 6   | 6  | 2  | 0  | 4  | 5  | 6  | -1  |
| Botsuana | 1   | 6  | 0  | 1  | 5  | 1  | 11 | -10 |

| 6 de septiembre de 2014 | Túnez                             | 2:1 (0:1) | Botsuana     | Estadio Mustapha Ben Jannet, Monastir |                            |
|                         | Khazri 74' · Chikhaoui 90' (pen.) | Reporte   | Mogorosi 44' | Árbitro(s): Mohamed Hamada            | Árbitro(s): Mohamed Hamada |

| 5 de septiembre de 2014 | Senegal                 | 2:0 (2:0) | Egipto | Estadio Léopold Sédar Senghor, Dakar |                             |
|                         | Diouf 17' · Mané 45'+1' | Reporte   |        | Árbitro(s): Koman Coulibaly          | Árbitro(s): Koman Coulibaly |

| 10 de septiembre de 2014 | Egipto | 0:1 (0:1) | Túnez              | Estadio 30 de Junio, El Cairo |                            |
|                          |        | Reporte   | F. Ben Youssef 14' | Árbitro(s): Bakary Gassama    | Árbitro(s): Bakary Gassama |

| 10 de septiembre de 2014 | Botsuana | 0:2 (0:1) | Senegal               | Estadio Nacional, Gaborone |                           |
|                          |          | Reporte   | Mané 33' · N'Doye 84' | Árbitro(s): Janny Sikazwe  | Árbitro(s): Janny Sikazwe |

| 10 de octubre de 2014 | Botsuana | 0:2 (0:0) | Egipto                 | Estadio Nacional, Gaborone |                            |
|                       |          | Reporte   | Elneny 56' · Salah 62' | Árbitro(s): Tessema Bamlak | Árbitro(s): Tessema Bamlak |

| 10 de octubre de 2014 | Senegal | 0:0     | Túnez | Estadio Léopold Sédar Senghor, Dakar |                                |
|                       |         | Reporte |       | Árbitro(s): Eric Otogo-Castane       | Árbitro(s): Eric Otogo-Castane |

| 15 de octubre de 2014 | Túnez        | 1:0 (0:0) | Senegal | Estadio Mustapha Ben Jannet, Monastir |                                     |
|                       | Sassi 90'+4' | Reporte   |         | Árbitro(s): Rajindraparsad Seechurn   | Árbitro(s): Rajindraparsad Seechurn |

| 15 de octubre de 2014 | Egipto                | 2:0 (0:0) | Botsuana | Estadio Internacional de El Cairo, El Cairo |                            |
|                       | Gamal 52' · Salah 72' | Reporte   |          | Árbitro(s): Bienvenu Sinko                  | Árbitro(s): Bienvenu Sinko |

| 14 de noviembre de 2014 | Botsuana | 0:0     | Túnez | Estadio Nacional, Gaborone   |                              |
|                         |          | Reporte |       | Árbitro(s): Juste Ephrem Zio | Árbitro(s): Juste Ephrem Zio |

| 15 de noviembre de 2014 | Egipto | 0:1 (0:1) | Senegal  | Estadio Internacional de El Cairo, El Cairo |                          |
|                         |        | Reporte   | Diouf 7' | Árbitro(s): Néant Alioum                    | Árbitro(s): Néant Alioum |

| 19 de noviembre de 2014 | Túnez                      | 2:1 (0:1) | Egipto    | Estadio Mustapha Ben Jannet, Monastir |                             |
|                         | Chikhaoui 52' · Khazri 80' | Reporte   | Salah 14' | Árbitro(s): Noumandiez Doue           | Árbitro(s): Noumandiez Doue |

| 19 de noviembre de 2014 | Senegal                         | 3:0 (2:0) | Botsuana | Estadio Léopold Sédar Senghor, Dakar |                               |
|                         | Mbodj 21' · Cissé 26' · Sow 72' | Reporte   |          | Árbitro(s): Mehdi Abid Charef        | Árbitro(s): Mehdi Abid Charef |

### Mejor tercero
| Equipo     | Grupo | Pts | PJ | PG | PE | PP | GF | GC | Dif |
| ---------- | ----- | --- | -- | -- | -- | -- | -- | -- | --- |
| RD Congo   | D     | 9   | 6  | 3  | 0  | 3  | 10 | 9  | +1  |
| Nigeria    | A     | 8   | 6  | 2  | 2  | 2  | 9  | 7  | +2  |
| Uganda     | E     | 7   | 6  | 2  | 1  | 3  | 4  | 5  | -1  |
| Malaui     | B     | 7   | 6  | 2  | 1  | 3  | 5  | 9  | -4  |
| Angola     | C     | 6   | 6  | 1  | 3  | 2  | 5  | 5  | 0   |
| Mozambique | F     | 6   | 6  | 1  | 3  | 2  | 4  | 4  | 0   |
| Egipto     | G     | 6   | 6  | 2  | 0  | 4  | 5  | 6  | -1  |

## Goleadores
| Jugador            | Selección       | Goles |
| ------------------ | --------------- | ----- |
| Jonathan Pitroipa  | Burkina Faso    | 6     |
| Seydouba Soumah    | Guinea          | 5     |
| Stéphane Sessègnon | Benín           | 4     |
| Geoffrey Massa     | Uganda          | 4     |
| Salomon Kalou      | Costa de Marfil | 4     |
| Vincent Aboubakar  | Camerún         | 4     |
| Tokelo Rantie      | Sudáfrica       | 4     |

| Jugador          | Selección |
| ---------------- | --------- |
| Asamoah Gyan     | Ghana     |
| E. Agyemang-Badu | Ghana     |
| Yacine Brahimi   | Argelia   |
| Clinton N'Jie    | Camerún   |

| Jugador          | Selección |
| ---------------- | --------- |
| Férébory Doré    | Congo     |
| Mohamed Salah    | Egipto    |
| Malick Evouna    | Gabón     |
| Tsepo Seturumane | Lesoto    |

| Jugador          | Selección  |
| ---------------- | ---------- |
| Gabadinho Mhango | Malaui     |
| Domingues        | Mozambique |
| Jeremy Bokila    | RD Congo   |
| Daddy Birori     | Ruanda     |

| Jugador          | Selección |
| ---------------- | --------- |
| Asamoah Gyan     | Ghana     |
| E. Agyemang-Badu | Ghana     |
| Yacine Brahimi   | Argelia   |
| Clinton N'Jie    | Camerún   |

| Jugador          | Selección |
| ---------------- | --------- |
| Férébory Doré    | Congo     |
| Mohamed Salah    | Egipto    |
| Malick Evouna    | Gabón     |
| Tsepo Seturumane | Lesoto    |

| Jugador          | Selección  |
| ---------------- | ---------- |
| Gabadinho Mhango | Malaui     |
| Domingues        | Mozambique |
| Jeremy Bokila    | RD Congo   |
| Daddy Birori     | Ruanda     |

| Jugador              | Selección       |
| -------------------- | --------------- |
| Gervinho             | Costa de Marfil |
| Max Gradel           | Costa de Marfil |
| Yaya Touré           | Costa de Marfil |
| Isac                 | Mozambique      |
| Josemar              | Mozambique      |
| Sonito               | Mozambique      |
| Sone Aluko           | Nigeria         |
| Ahmed Musa           | Nigeria         |
| Aaron Samuel Olanare | Nigeria         |
| Joel Mogorosi        | Botsuana        |
| Lemponye Tshireletso | Botsuana        |
| Héldon Ramos         | Cabo Verde      |
| Garry Rodrigues      | Cabo Verde      |
| Thievy Bifouma       | Congo           |

| Jugador           | Selección |
| ----------------- | --------- |
| Prince Oniangue   | Congo     |
| Getaneh Kebede    | Etiopía   |
| Oumed Oukri       | Etiopía   |
| P-E. Aubameyang   | Gabón     |
| Lévy Madinda      | Gabón     |
| Idrissa Sylla     | Guinea    |
| Ibrahima Traoré   | Guinea    |
| Bakary Sako       | Malí      |
| Mustapha Yatabaré | Malí      |
| Yannick Bolasie   | RD Congo  |
| Cédric Mongongu   | RD Congo  |
| Mame Biram Diouf  | Senegal   |
| Sadio Mané        | Senegal   |
| Bongani Ndulula   | Sudáfrica |

| Jugador             | Selección    |
| ------------------- | ------------ |
| Sibusiso Vilakazi   | Sudáfrica    |
| Emmanuel Adebayor   | Togo         |
| Jonathan Ayité      | Togo         |
| Yassine Chikhaoui   | Túnez        |
| Wahbi Khazri        | Túnez        |
| Riyad Mahrez        | Argelia      |
| Ezechiel N'Douassel | Chad         |
| André Ayew          | Ghana        |
| Cícero              | Guinea-Bisáu |
| Atusaye Nyondo      | Malaui       |
| Umaru Bangura       | Sierra Leona |
| Salah Ibrahim       | Sudán        |
| Khamis Mcha         | Tanzania     |

| Jugador              | Selección       |
| -------------------- | --------------- |
| Gervinho             | Costa de Marfil |
| Max Gradel           | Costa de Marfil |
| Yaya Touré           | Costa de Marfil |
| Isac                 | Mozambique      |
| Josemar              | Mozambique      |
| Sonito               | Mozambique      |
| Sone Aluko           | Nigeria         |
| Ahmed Musa           | Nigeria         |
| Aaron Samuel Olanare | Nigeria         |
| Joel Mogorosi        | Botsuana        |
| Lemponye Tshireletso | Botsuana        |
| Héldon Ramos         | Cabo Verde      |
| Garry Rodrigues      | Cabo Verde      |
| Thievy Bifouma       | Congo           |

| Jugador           | Selección |
| ----------------- | --------- |
| Prince Oniangue   | Congo     |
| Getaneh Kebede    | Etiopía   |
| Oumed Oukri       | Etiopía   |
| P-E. Aubameyang   | Gabón     |
| Lévy Madinda      | Gabón     |
| Idrissa Sylla     | Guinea    |
| Ibrahima Traoré   | Guinea    |
| Bakary Sako       | Malí      |
| Mustapha Yatabaré | Malí      |
| Yannick Bolasie   | RD Congo  |
| Cédric Mongongu   | RD Congo  |
| Mame Biram Diouf  | Senegal   |
| Sadio Mané        | Senegal   |
| Bongani Ndulula   | Sudáfrica |

| Jugador             | Selección    |
| ------------------- | ------------ |
| Sibusiso Vilakazi   | Sudáfrica    |
| Emmanuel Adebayor   | Togo         |
| Jonathan Ayité      | Togo         |
| Yassine Chikhaoui   | Túnez        |
| Wahbi Khazri        | Túnez        |
| Riyad Mahrez        | Argelia      |
| Ezechiel N'Douassel | Chad         |
| André Ayew          | Ghana        |
| Cícero              | Guinea-Bisáu |
| Atusaye Nyondo      | Malaui       |
| Umaru Bangura       | Sierra Leona |
| Salah Ibrahim       | Sudán        |
| Khamis Mcha         | Tanzania     |

| Jugador                | Selección    |
| ---------------------- | ------------ |
| Rafik Halliche         | Argelia      |
| Sofiane Feghouli       | Argelia      |
| Carl Medjani           | Argelia      |
| Djamel Mesbah          | Argelia      |
| Islam Slimani          | Argelia      |
| El Arbi Hillel Soudani | Argelia      |
| Rainford Kalaba        | Zambia       |
| Ronald Kampamba        | Zambia       |
| Jacob Mulenga          | Zambia       |
| Emmanuel Mayuka        | Zambia       |
| Kennedy Mweene         | Zambia       |
| Given Singuluma        | Zambia       |
| Odaïr Fortes           | Cabo Verde   |
| Kuca                   | Cabo Verde   |
| Zé Luís                | Cabo Verde   |
| Ryan Mendes            | Cabo Verde   |
| Júlio Tavares          | Cabo Verde   |
| Moustapha Bangura      | Sierra Leona |
| Khalifa Jabbie         | Sierra Leona |
| Kei Kamara             | Sierra Leona |
| Mohamed Kamara         | Sierra Leona |
| Sulaiman Sesay-Fullah  | Sierra Leona |
| Savio Kabugo           | Uganda       |
| Hamis Kiiza            | Uganda       |
| Brian Majwega          | Uganda       |
| Tony Mawejje           | Uganda       |
| Robert Ssentongo       | Uganda       |
| Bastos                 | Angola       |
| Djalma Campos          | Angola       |
| Love                   | Angola       |
| Ary Papel              | Angola       |
| Ladislas Douniama      | Congo        |
| Césaire Gandzé         | Congo        |
| Sylvère Ganvoula       | Congo        |
| Francis N'Ganga        | Congo        |
| Frank Banda            | Malaui       |
| John Banda             | Malaui       |
| Robert Ng'ambi         | Malaui       |
| Essau Kanyenda         | Malaui       |

| Jugador          | Selección         |
| ---------------- | ----------------- |
| Cheick Diabaté   | Malí              |
| Abdoulay Diaby   | Malí              |
| Seydou Keita     | Malí              |
| Sambou Yatabaré  | Malí              |
| Ismaël Diakité   | Mauritania        |
| 'Adama Ba        | Mauritania        |
| Bessam           | Mauritania        |
| Demba Sow        | Mauritania        |
| Diogo            | Mozambique        |
| Kito             | Mozambique        |
| Mexer            | Mozambique        |
| Reginaldo        | Mozambique        |
| Papiss Cissé     | Senegal           |
| Kara Mbodj       | Senegal           |
| Dame N'Doye      | Senegal           |
| Moussa Sow       | Senegal           |
| John Bocco       | Tanzania          |
| Nadir Haroub     | Tanzania          |
| Mbwana Samatta   | Tanzania          |
| Thomas Ulimwengu | Tanzania          |
| Wilfried Bony    | Costa de Marfil   |
| Seydou Doumbia   | Costa de Marfil   |
| Kolo Touré       | Costa de Marfil   |
| Abebaw Butako    | Etiopía           |
| Saladin Said     | Etiopía           |
| Yussuf Saleh     | Etiopía           |
| Christian Atsu   | Ghana             |
| Wakaso Mubarak   | Ghana             |
| Majeed Waris     | Ghana             |
| Dio              | Guinea Ecuatorial |
| Mauricio Mina    | Guinea Ecuatorial |
| César Rivas      | Guinea Ecuatorial |
| Mahamane Cissé   | Níger             |
| Moussa Maâzou    | Níger             |
| Yacouba Moctar   | Níger             |
| Efe Ambrose      | Nigeria           |
| Gbolahan Salami  | Nigeria           |
| Ikechukwu Uche   | Nigeria           |
| Junior Kabananga | RD Congo          |

| Jugador                   | Selección           |
| ------------------------- | ------------------- |
| Neeskens Kebano           | RD Congo            |
| Firmin Mubele             | RD Congo            |
| Serge Akakpo              | Togo                |
| Floyd Ayité               | Togo                |
| Donou Kokou               | Togo                |
| Aristide Bancé            | Burkina Faso        |
| Alain Traoré              | Burkina Faso        |
| Léonard Kweuke            | Camerún             |
| Stéphane Mbia             | Camerún             |
| Mohamed Elneny            | Egipto              |
| Amr Gamal                 | Egipto              |
| Samson Mbingui            | Gabón               |
| Didier Ibrahim N´Dong     | Gabón               |
| Bacar Baldé               | Guinea-Bisáu        |
| Ansumane Faty Seidi       | Guinea-Bisáu        |
| Ayub Masika               | Kenia               |
| Johanna Omolo             | Kenia               |
| Emmanuel Lekhanya         | Lesoto              |
| Mabuti Potloane           | Lesoto              |
| Faneva Imà Andriatsima    | Madagascar          |
| Carolus Andriamahitsinoro | Madagascar          |
| Meddie Kagere             | Ruanda              |
| Michel Ndahinduka         | Ruanda              |
| F. Ben Youssef            | Túnez               |
| Ferjani Sassi             | Túnez               |
| Willard Katsande          | Zimbabue            |
| Danny Phiri               | Zimbabue            |
| Frédéric Gounongbé        | Benín               |
| Jerome Ramatlhakwane      | Botsuana            |
| Rodrigue Ninga            | Chad                |
| Yacine Saandi             | Comoras             |
| Mohamed Yattara           | Guinea              |
| Anthony Laffor            | Liberia             |
| Rudolf Bester             | Namibia             |
| Josué Balamandji          | Rep. Centroafricana |
| Sidumo Shongwe            | Suazilandia         |
| Thulani Serero            | Sudáfrica           |
| Bakri Babeker             | Sudán               |

| Jugador                | Selección    |
| ---------------------- | ------------ |
| Rafik Halliche         | Argelia      |
| Sofiane Feghouli       | Argelia      |
| Carl Medjani           | Argelia      |
| Djamel Mesbah          | Argelia      |
| Islam Slimani          | Argelia      |
| El Arbi Hillel Soudani | Argelia      |
| Rainford Kalaba        | Zambia       |
| Ronald Kampamba        | Zambia       |
| Jacob Mulenga          | Zambia       |
| Emmanuel Mayuka        | Zambia       |
| Kennedy Mweene         | Zambia       |
| Given Singuluma        | Zambia       |
| Odaïr Fortes           | Cabo Verde   |
| Kuca                   | Cabo Verde   |
| Zé Luís                | Cabo Verde   |
| Ryan Mendes            | Cabo Verde   |
| Júlio Tavares          | Cabo Verde   |
| Moustapha Bangura      | Sierra Leona |
| Khalifa Jabbie         | Sierra Leona |
| Kei Kamara             | Sierra Leona |
| Mohamed Kamara         | Sierra Leona |
| Sulaiman Sesay-Fullah  | Sierra Leona |
| Savio Kabugo           | Uganda       |
| Hamis Kiiza            | Uganda       |
| Brian Majwega          | Uganda       |
| Tony Mawejje           | Uganda       |
| Robert Ssentongo       | Uganda       |
| Bastos                 | Angola       |
| Djalma Campos          | Angola       |
| Love                   | Angola       |
| Ary Papel              | Angola       |
| Ladislas Douniama      | Congo        |
| Césaire Gandzé         | Congo        |
| Sylvère Ganvoula       | Congo        |
| Francis N'Ganga        | Congo        |
| Frank Banda            | Malaui       |
| John Banda             | Malaui       |
| Robert Ng'ambi         | Malaui       |
| Essau Kanyenda         | Malaui       |

| Jugador          | Selección         |
| ---------------- | ----------------- |
| Cheick Diabaté   | Malí              |
| Abdoulay Diaby   | Malí              |
| Seydou Keita     | Malí              |
| Sambou Yatabaré  | Malí              |
| Ismaël Diakité   | Mauritania        |
| 'Adama Ba        | Mauritania        |
| Bessam           | Mauritania        |
| Demba Sow        | Mauritania        |
| Diogo            | Mozambique        |
| Kito             | Mozambique        |
| Mexer            | Mozambique        |
| Reginaldo        | Mozambique        |
| Papiss Cissé     | Senegal           |
| Kara Mbodj       | Senegal           |
| Dame N'Doye      | Senegal           |
| Moussa Sow       | Senegal           |
| John Bocco       | Tanzania          |
| Nadir Haroub     | Tanzania          |
| Mbwana Samatta   | Tanzania          |
| Thomas Ulimwengu | Tanzania          |
| Wilfried Bony    | Costa de Marfil   |
| Seydou Doumbia   | Costa de Marfil   |
| Kolo Touré       | Costa de Marfil   |
| Abebaw Butako    | Etiopía           |
| Saladin Said     | Etiopía           |
| Yussuf Saleh     | Etiopía           |
| Christian Atsu   | Ghana             |
| Wakaso Mubarak   | Ghana             |
| Majeed Waris     | Ghana             |
| Dio              | Guinea Ecuatorial |
| Mauricio Mina    | Guinea Ecuatorial |
| César Rivas      | Guinea Ecuatorial |
| Mahamane Cissé   | Níger             |
| Moussa Maâzou    | Níger             |
| Yacouba Moctar   | Níger             |
| Efe Ambrose      | Nigeria           |
| Gbolahan Salami  | Nigeria           |
| Ikechukwu Uche   | Nigeria           |
| Junior Kabananga | RD Congo          |

| Jugador                   | Selección           |
| ------------------------- | ------------------- |
| Neeskens Kebano           | RD Congo            |
| Firmin Mubele             | RD Congo            |
| Serge Akakpo              | Togo                |
| Floyd Ayité               | Togo                |
| Donou Kokou               | Togo                |
| Aristide Bancé            | Burkina Faso        |
| Alain Traoré              | Burkina Faso        |
| Léonard Kweuke            | Camerún             |
| Stéphane Mbia             | Camerún             |
| Mohamed Elneny            | Egipto              |
| Amr Gamal                 | Egipto              |
| Samson Mbingui            | Gabón               |
| Didier Ibrahim N´Dong     | Gabón               |
| Bacar Baldé               | Guinea-Bisáu        |
| Ansumane Faty Seidi       | Guinea-Bisáu        |
| Ayub Masika               | Kenia               |
| Johanna Omolo             | Kenia               |
| Emmanuel Lekhanya         | Lesoto              |
| Mabuti Potloane           | Lesoto              |
| Faneva Imà Andriatsima    | Madagascar          |
| Carolus Andriamahitsinoro | Madagascar          |
| Meddie Kagere             | Ruanda              |
| Michel Ndahinduka         | Ruanda              |
| F. Ben Youssef            | Túnez               |
| Ferjani Sassi             | Túnez               |
| Willard Katsande          | Zimbabue            |
| Danny Phiri               | Zimbabue            |
| Frédéric Gounongbé        | Benín               |
| Jerome Ramatlhakwane      | Botsuana            |
| Rodrigue Ninga            | Chad                |
| Yacine Saandi             | Comoras             |
| Mohamed Yattara           | Guinea              |
| Anthony Laffor            | Liberia             |
| Rudolf Bester             | Namibia             |
| Josué Balamandji          | Rep. Centroafricana |
| Sidumo Shongwe            | Suazilandia         |
| Thulani Serero            | Sudáfrica           |
| Bakri Babeker             | Sudán               |

| Jugador         | Selección  | Autogoles                 |
| --------------- | ---------- | ------------------------- |
| Sekou Oliseh    | Liberia    | 1 (Jugando contra Lesoto) |
| Tsoanelo Koetle | Lesoto     | 1 (Jugando contra Angola) |
| Fernando Varela | Cabo Verde | 1 (Jugando contra Níger)  |

## Clasificados
| Bandera de Guinea Ecuatorial | Bandera de Argelia    | Bandera de Cabo Verde | Bandera de Túnez      | Bandera de Sudáfrica  | Bandera de Camerún    | Bandera de Zambia     | Bandera de Burkina Faso |
| Guinea Ecuatorial            | Argelia               | Cabo Verde            | Túnez                 | Sudáfrica             | Camerún               | Zambia                | Burkina Faso            |
| Organizador                  | 1° Grupo B            | 1° Grupo F            | 1° Grupo G            | 1° Grupo A            | 1° Grupo D            | 2° Grupo F            | 2° Grupo C              |
| Clasificado: 14/11/14        | Clasificado: 15/10/14 | Clasificado: 15/10/14 | Clasificado: 14/11/14 | Clasificado: 15/11/14 | Clasificado: 15/11/14 | Clasificado: 15/11/14 | Clasificado: 15/11/14   |

| Bandera de Gabón      | Bandera de Senegal    | Bandera de Costa de Marfil | Bandera de Ghana      | Bandera de Guinea     | Bandera de Mali       | Bandera de República del Congo | Bandera de República Democrática del Congo |
| Gabón                 | Senegal               | Costa de Marfil            | Ghana                 | Guinea                | Malí                  | Congo                          | RD Congo                                   |
| 1° Grupo C            | 2° Grupo G            | 2° Grupo D                 | 1° Grupo E            | 2° Grupo E            | 2° Grupo B            | 2° Grupo A                     | Mejor tercero                              |
| Clasificado: 15/11/14 | Clasificado: 15/11/14 | Clasificado: 19/11/14      | Clasificado: 19/11/14 | Clasificado: 19/11/14 | Clasificado: 19/11/14 | Clasificado: 19/11/14          | Clasificado: 19/11/14                      |